# Urlay Nook
Urlay Nook – wieś w Anglii, w hrabstwie ceremonialnym Durham, w dystrykcie (unitary authority) Stockton-on-Tees. Leży 31 km na południowy wschód od miasta Durham i 346 km na północ od Londynu.